# Sciaenochromis fryeri
Sciaenochromis fryeri es una especie de peces de la familia Cichlidae en el orden de los Perciformes.

## Morfología
Los machos pueden llegar alcanzar los 11,5 cm de longitud total.

## Alimentación
Come peces hueso.

## Hábitat
Vive en zonas de clima tropical entre 10-40 m de profundidad.

## Distribución geográfica
Se encuentra en África):  lago Malawi